# 临贺县
临贺县，西汉到明朝的县名，在今广西壮族自治区贺州市八步区贺街镇。
当地有临水、贺水二水为名。西汉元鼎六年（前111年）置临贺县，属苍梧郡。东汉沿置。三国孙吴黄武五年（226年），分苍梧郡设临贺郡，郡治临贺县。两晋南北朝沿置。隋朝开皇九年（589年）废临贺郡，置贺州。唐朝、马楚、北宋、南宋、元朝，临贺县属贺州。明朝洪武二年（1369年）废临贺县入贺州。